# ピーテル・ファン・ラール
ピーテル・ファン・ラール（Pieter Bodding van Laerまたは Pietro Vuandher、1592年から1599年の間に生まれ、1642年に死去）はオランダ生まれの画家、版画家である。10数年間ローマで活動し、風俗画を描いた。その外観からバンボッチオ（"bamboccio" = ぬいぐるみ人形）の仇名で呼ばれ、ローマでラールの影響を受けた画家たちは、バンボッチャンティ（Bamboccianti）と呼ばれた。

## 略歴
オランダのハールレムで生まれた。ハールレムの画家、エサイアス・ファン・デ・フェルデ(Esaias van de Velde:1587-1630)に学んだと考えられている。フランスで修行の旅を行った後、風景画家の弟、ルーラント(Roelant van Laer:1598-1635年以降)と1625年か1626年にローマに移った。アイロニカルで機知に富んだラールのスタイルはすぐに人気になった。
ローマで、修行していたフランスの画家、クロード・ロランやニコラ・プッサンやドイツ生まれのヨアヒム・フォン・ザンドラルトと知り合った。「バンボッチャンティ(バンボッチオ派)」と呼ばれる風俗画家のグループの中心となった。ミケランジェロ・チェルクォッツィ(Michelangelo Cerquozzi)、ヴィヴィアノ・コダッツィ(Viviano Codazzi)、ミヒール(ミハエル)・スウェールツ(Michiel Sweerts)らといった同時代の画家にも影響を与えた。
16年ほどローマに滞在した後、1639年にハールレムに戻り、1642年に死去した。

## 作品

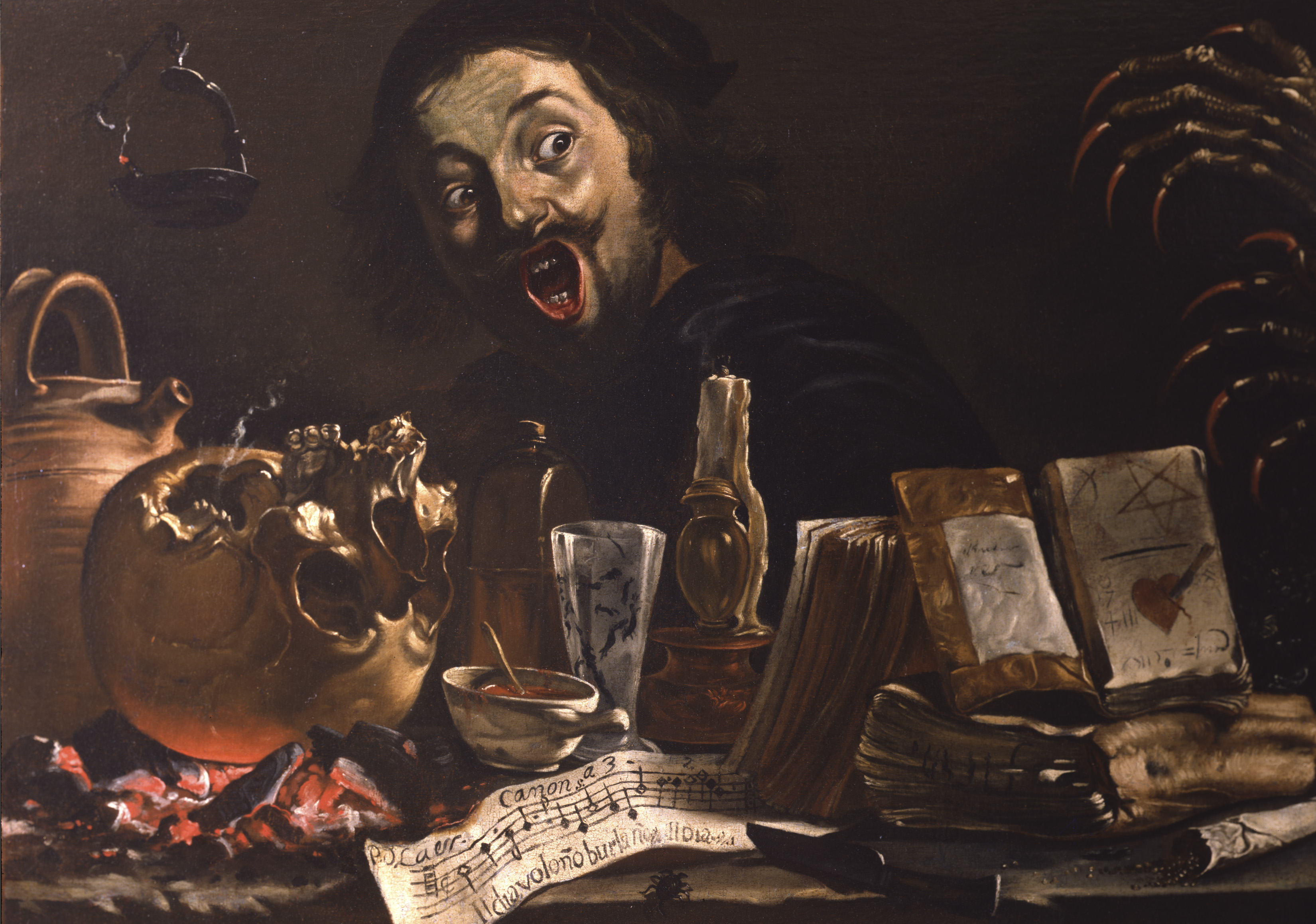
自画像
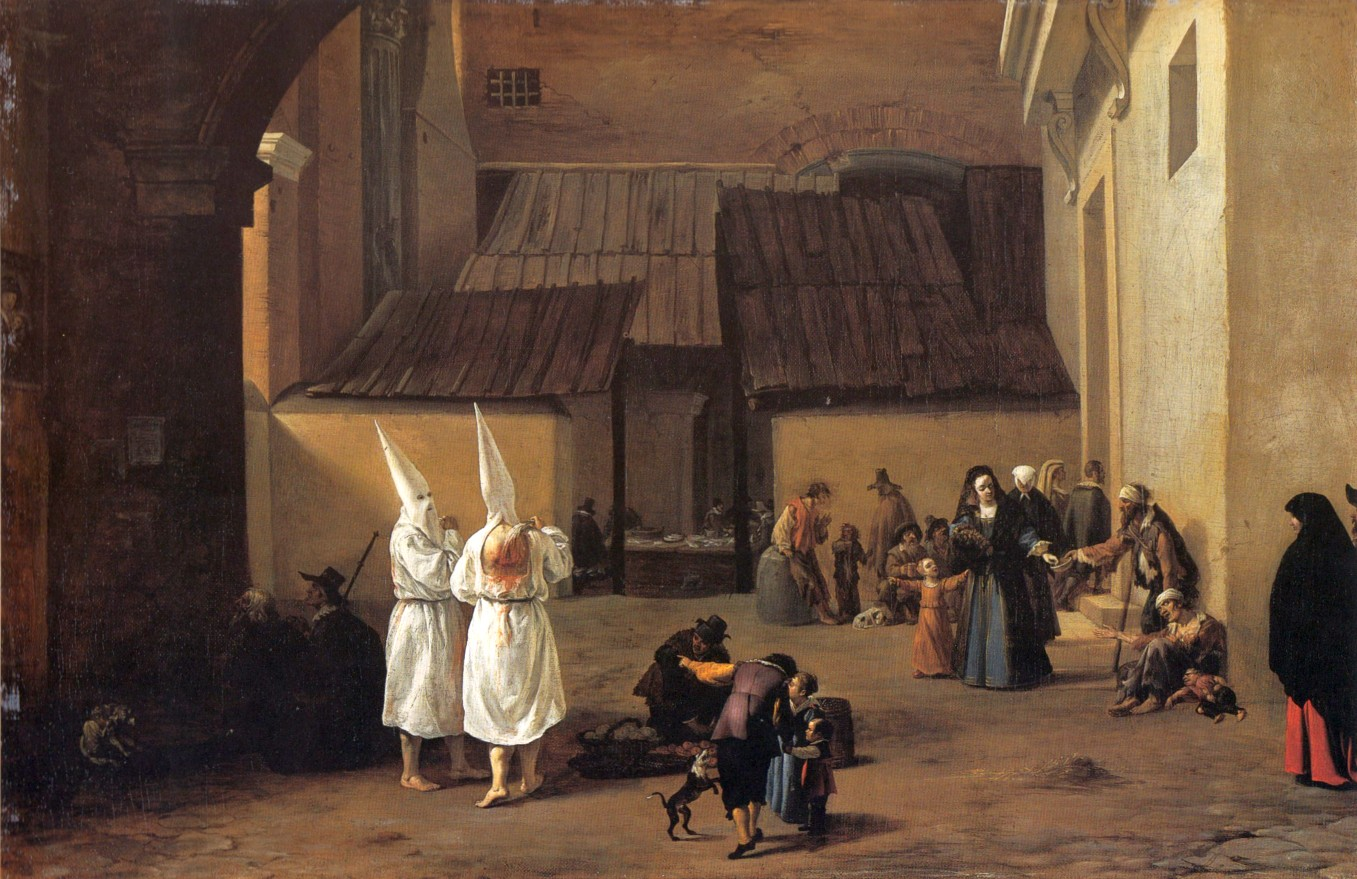
Flagellants(むち打ち苦行派) (c.1635)
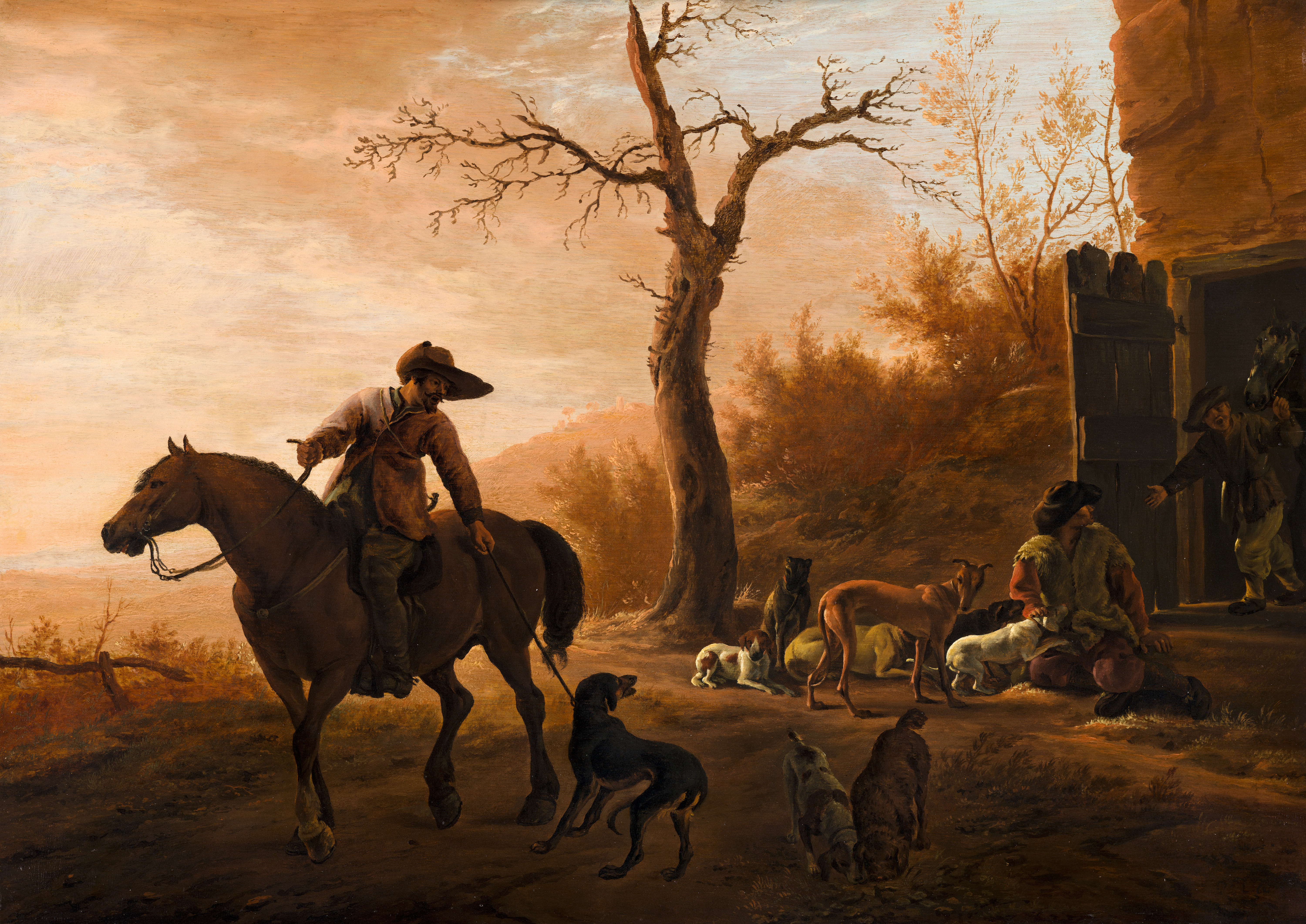
猟師のいる風景画 (c.1640)
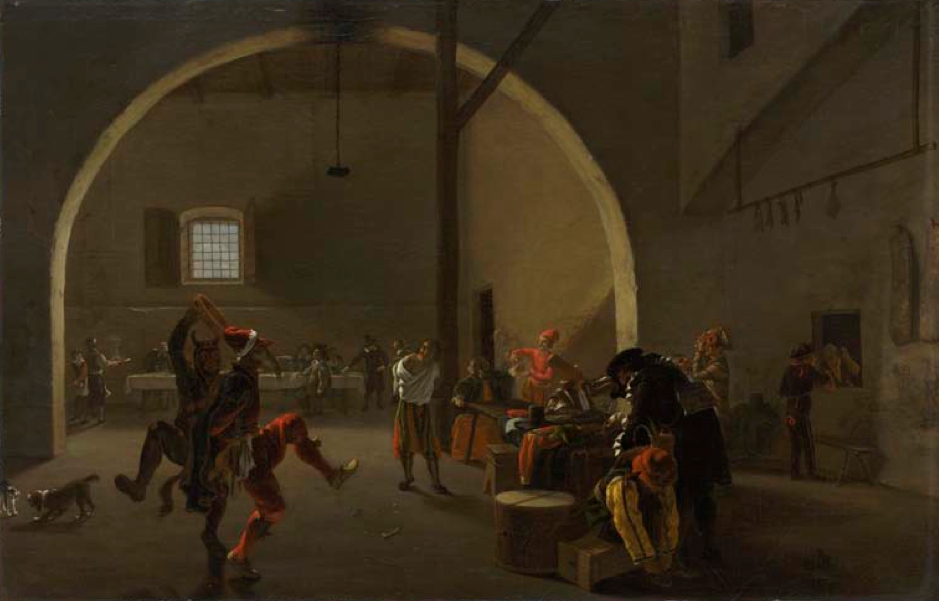
酒場でカーニバルを楽しむ人々(1635)
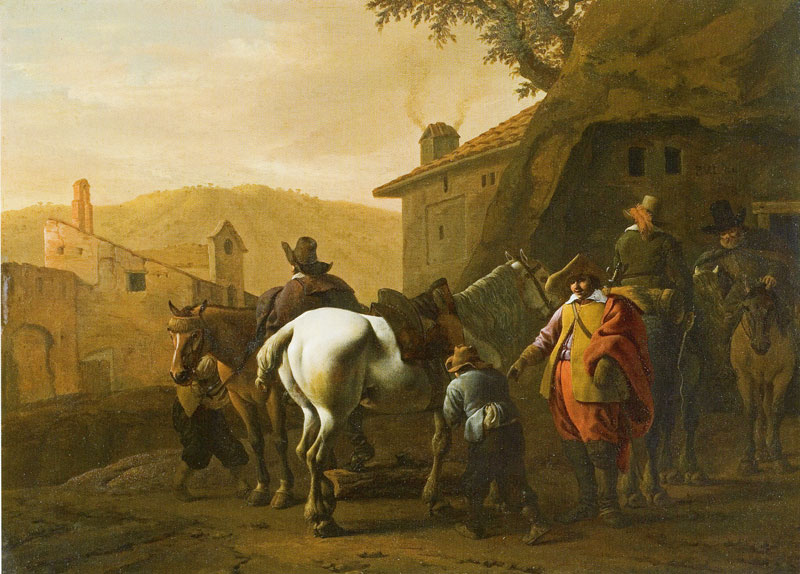
旅行者のいる風景画
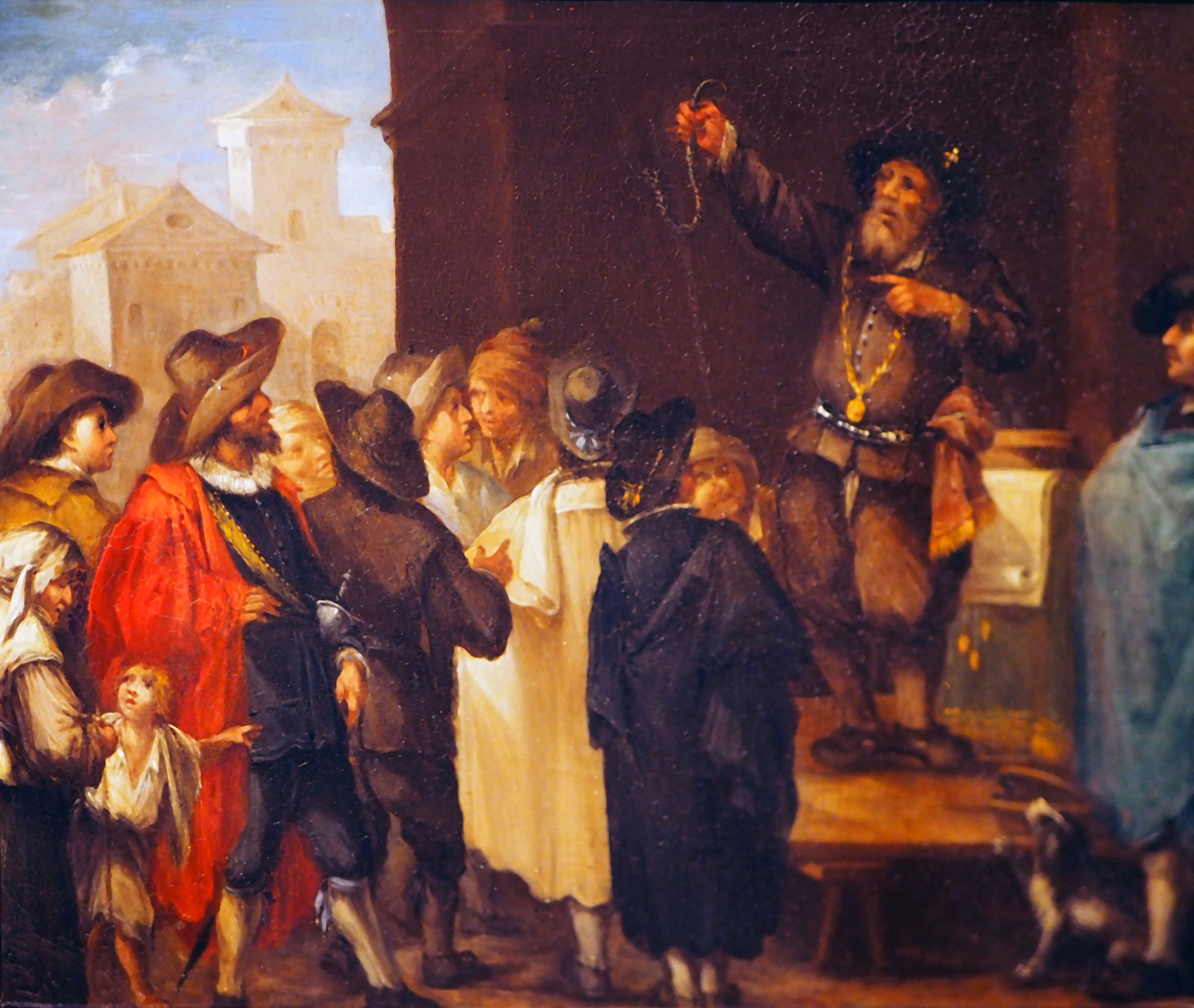
大道商人